# Lions Football Club de l'Atacora
Le Lions Football Club de l'Atacora est un club de football béninois jouant en troisième division.

## Histoire
Fondée dans la ville de Nattitingou, le club passe une bonne partie de son histoire entre la deuxième et la troisième division du pays. Entre les années 80 et 90, il participe à la première division du Bénin, qu'il remporte en 1984.
Sur le plan international, le club participe à la Coupe des clubs champions africains en 1985, lors de laquelle il est éliminé au premier tour par l'Hearts of Oak du Ghana,.

## Palmarès
- Championnat du Bénin :
  - Champion : 1984

## Anciens joueurs
- Armand Djérabé